# Stanca Scholz-Cionca
Stanca Scholz-Cionca este o traducătoare de limbă japoneză, profesor universitar la Facultatea de Universitatea Trier, Germania. În anii '80, a studiat cultura japoneză, cultura chineză și teatru la Universitatea Ludwig Maximilian de la München.

## Cariera universitară
- Doctorat în cultura japoneză, 1996
- 1996-1998: Profesor înlocuitor la Universitatea Liberă din Berlin, Germania,
- 1998-2000: Profesor la Universitatea Oslo, Norvegia
- 2000-2012: Profesor la Universitatea Trier, Germania[2]

## Traduceri alese
- 1974 Kawabata Yasunari: „Țara zăpezilor” (Yukiguni). Traducere și cuvânt înainte, Univers, București; reeditat București, Humanitas 2008;
- 1974 Sei Shōnagon: „Însemnări de căpătâi” (Makura no sôshi). Traducere și cuvânt înainte, Univers, București;
- 1979 Yukio Mishima: „După banchet” (Utage no ato). Traducere. Univers, București[3];
- 1982 „Teatru Nō”. Traducere și comentarii, Univers, București;
- 1988 (et al.) „Evantaiul cu noroc: antologie de literatură comică japoneză”, Univers, București;
- 2008 „Fünf Theaterstücke aus Japan” (1994–2004), ISBN 978-3-89129-866-4.

### Alte scrieri
- editor: „Japan - Reich der Spiele”, 1998, ISBN 978-3-89129-328-7
- (coeditor): „Japanese Theatre and the International Stage”, Brill Academic Publishers, 2000, ISBN-10: 9004120114, ISBN-13: 978-9004120112
- (coeditor): „Befremdendes Lachen”, 2005, ISBN 978-3-89129-888-6
- (coeditor): „Nō Theatre Transversal”, 2008 ISBN 978-3-89129-797-1